# Étienne de Perm
Étienne de Perm en komi : Перымса Степан ; en russe : Святитель Стефан Пермский), né vers 1340 à Veliki Oustioug et décédé en 1396 à Moscou, est un saint orthodoxe du XIVe siècle, connu pour la christianisation des peuples komis, et pour avoir été le premier évêque de la région de Perm. Il créa l'ancien alphabet permien, afin de transcrire le komi. Il est fêté le 26 avril. 

## Biographie

### Jeunesse et entrée en religion
Êtienne de Perm naît vers 1340 (ou 1345 selon d'autres sources) à Veliki Oustioug. Son père Siméon est clerc, sa mère Marie est une femme très pieuse. 
Dès son enfance, Étienne manifeste des capacités intellectuelles exceptionnelles et un grand zèle pour le service de l'Église. Il apprend à lire les Saintes Écritures très rapidement et il aide son père comme chantre et lecteur lors des services religieux.
Alors qu'il est encore jeune, il entre comme novice dans un monastère de Rostov, dédié à saint Grégoire le Théologien.
Ce monastère dispose alors d'une grande bibliothèque qu'Étienne utilise pour accroître ses connaissances. Il apprend notamment le grec pour pouvoir lire les livres d'église, notamment des Pères de l'Église, dans leur langue originale. Par la suite, il est tonsuré moine.

### Activités missionnaires
Le moine Étienne connaît bien le peuple komi, qu'il a côtoyé depuis sa jeunesse, et il désire les évangéliser (ceux-ci étant encore païens). Dans ce but, il crée pour la langue komie un alphabet connu sous le nom d'ancien alphabet permien, les Komis n'ayant pas d'écriture. Cet alphabet, dérivé de lettres grecques et cyrilliques, inclut également des signes runiques komis. Étienne l'utilise pour traduire en langue komie les Saintes Écritures et les livres liturgiques. À la même époque, il est ordonné diacre.
En 1379, il se rend chez l'évêque Gérasime de Kolomna, auquel il demande la bénédiction d'aller christianiser les Komis. L'évêque accepte avec joie et l'ordonne prêtre (hiéromoine). Il lui donne également des livres et objets liturgiques pour mener à bien ses activités missionnaires.
Les débuts parmi les Komis sont difficiles. Ils sont en effet enracinés dans leurs rituels païens, ils font des sacrifices d'animaux et vénèrent des « arbres magiques ». 
Peu à peu, saint Étienne les convertit au christianisme, mais un chaman local influent, Pam (ou Pamoi), voit dans ces conversions une menace pour son autorité. Il va trouver Étienne et lui propose, devant les Komis, que chacun marche dans un feu puis dans l'eau. Ce serait un test qui permettrait de voir laquelle des deux fois est la meilleure,. Étienne accepte, mais au moment de traverser le feu allumé pour les départager, Pam prend peur et refuse d'y aller, malgré les encouragements de certains Komis. Déçus, ces personnes se mettent en colère et veulent tuer Pam qui supplie le saint de le protéger. Étienne demande alors à tous de lui laisser la vie sauve. Pam quitte par la suite la région, qui se convertit massivement au christianisme,.

### Évêque de Perm

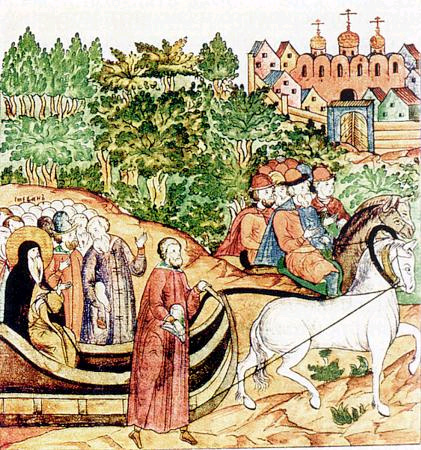
Saint Étienne de Perm en route vers Moscou, enluminure d'un manuscrit russe du XVII.

En 1383, Étienne est consacré premier évêque de la région de Perm. Dès lors, il encourage l'instruction en ouvrant des écoles à côté des églises, célèbre les offices religieux en langue komie, distribue des aumônes et va même à Moscou demander des protections en leur nom, contre les attaques de tribus rivales. Il fonde également plusieurs monastères.
En 1386, les Vogouls commencent à attaquer et piller les villages komis. Saint Étienne alla à leur rencontre, et lorsque ceux-ci le virent arriver en barque, ils crûrent voir une divinité et s'enfuirent. La même année, des brigands venus de Novgorod commencèrent à faire des incursions chez les Komis. Étienne alla les trouver et les convainquit de s'en aller. En 1387, une famine éclata à cause d'un hiver particulièrement rigoureux. Étienne se chargea alors d'acheminer par bateaux du blé d'Oustioug et de Vologda.

### Fin de vie
La tradition rapporte qu'en 1390, alors qu'il se rend à Moscou, saint Étienne passe à proximité du monastère de saint Serge de Radonège, son contemporain. Ne pouvant y aller par manque de temps, il se tourne en direction du monastère et dit « paix à toi, mon frère spirituel ». Saint Serge, qui se trouvait alors dans le réfectoire de son monastère, se tourna dans sa direction et dit « paix aussi à toi, pasteur du troupeau du Christ ».
Saint Étienne décède le 26 avril 1396, alors qu'il est en visite à Moscou.

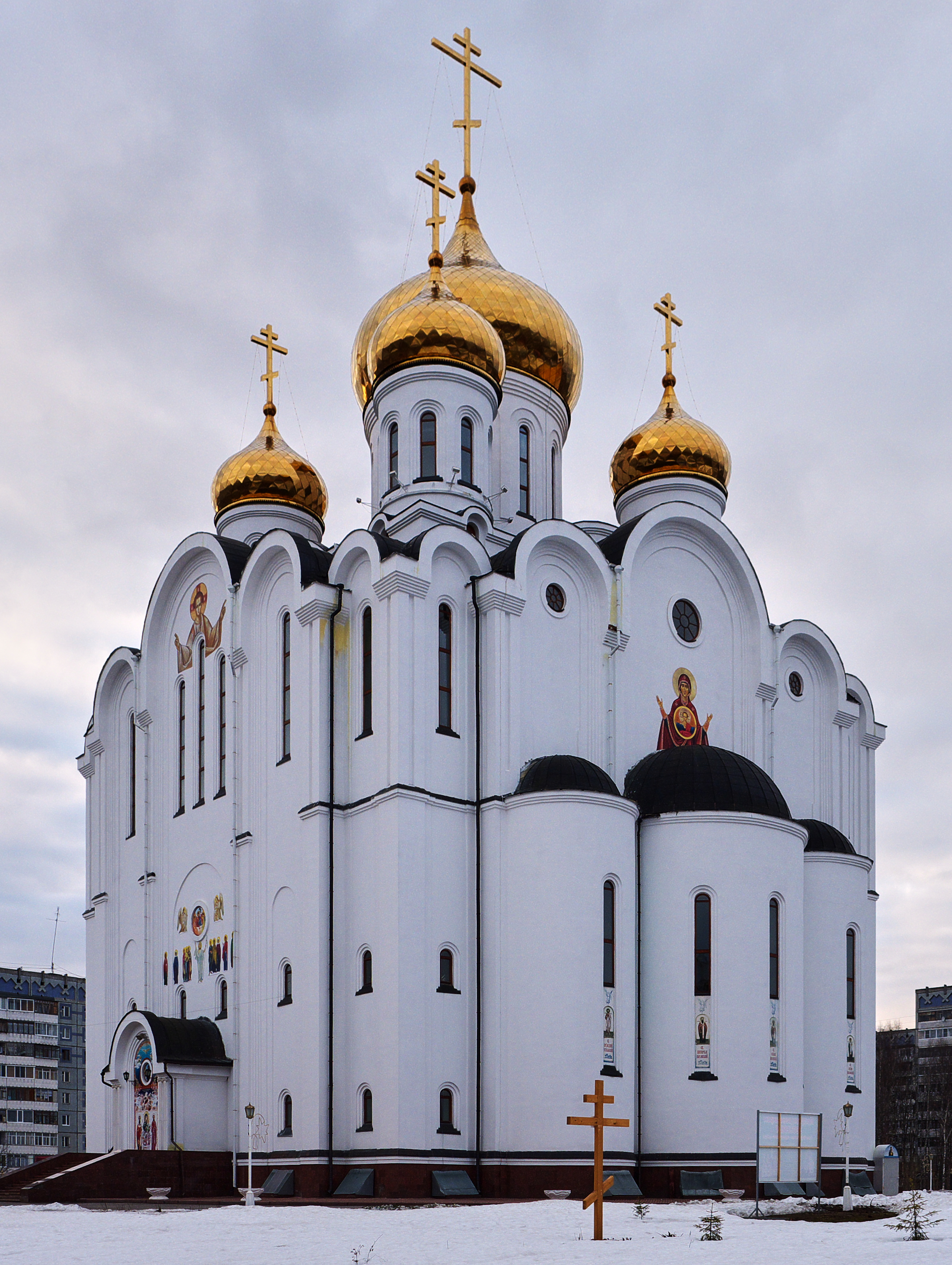
La cathédrale Saint-Étienne de Syktyvkar, Russie.

## Postérité
Saint Étienne est vénéré pour tout ce qu'il a fait pour le peuple komi. 
- La cathédrale de Syktyvkar (capitale administrative de la République des Komis) lui est consacrée[12].
- Le quartier central de Syktyvkar est nommé en son honneur.
- Une montagne de l'Oural arctique, jusque-là sans nom, a été nommée « гора Святителя Стефана Пермского » (« montagne de Saint Étienne de Perm ») en 2009, en son honneur[13].
- Un panégyrique a été écrit en son honneur par le moine Épiphane le Sage, disciple de Saint Serge de Radonège.
- Comme pour chaque saint orthodoxe, un tropaire lui est dédié[14] et deux fêtes liturgiques : le 26 avril, jour de son décès, et le 29 janvier, jour de la synaxe des saints évêques de Perm.